# Auguste Barbier
Henri-Auguste Barbier (Parigi, 29 aprile 1805 – Nizza, 13 febbraio 1882) è stato un poeta, scrittore, librettista, memorialista, critico d'arte e traduttore francese.

## Biografia
Ha studiato al Lycée Henri-IV e per poco tempo all'École le Droit, abbandonando gli studi per dedicarsi alla letteratura. Ha esordito nel 1830 con Curée, poema satirico che è stato ben accolto dal pubblico dell'epoca. Le sue Iambes (1831), poesie vigorose, ispirate alla Rivoluzione di luglio, lo hanno reso di fatto parte de Le Parnasse contemporain, un'antologia d'epoca con i migliori poeti francesi del tempo.
Collaborò con Léon de Wailly al libretto di Benvenuto Cellini, opera di Hector Berlioz, con una prima contestatissima all'Opéra National de Paris il 3 settembre 1838.
È stato tardo membro del seggio 36 dell'Académie française, la cui elezione nel 1869 strappò di pochi voti il posto a Théophile Gautier e fece sbottare Charles de Montalembert che lo riteneva sorpassato, facendogli esclamare: "Ma è morto!". Morirà invece 13 anni dopo. È sepolto al Cimitero di Père-Lachaise.

## Opere

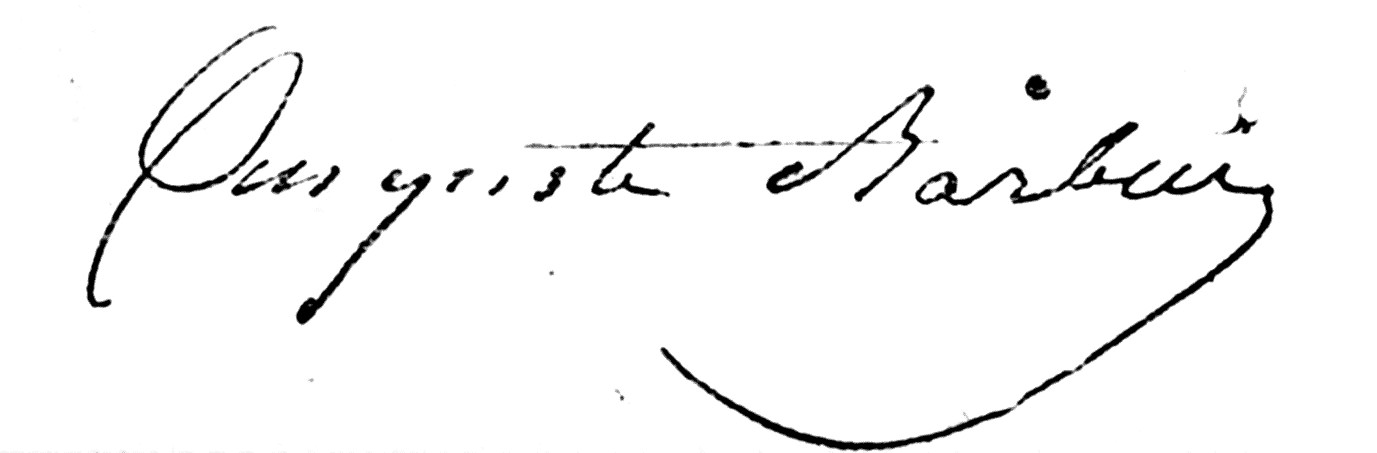
Firma di Auguste Barbier

- La Curée (1830, nella "Revue de Paris").
- Les Mauvais Garçons (1830), romanzo in collaborazione con Alphonse Royer.
- Iambes et poèmes (1831).
- II Pianto: poème (1833).
- Lazare: poème (1833).
- Salon de 1836. Suite d'articles publiés par le Journal de Paris (1836).
- Satires et poèmes (1837).
- Nouvelles Satires: pot-de-vin et érostrate (1840).
- Chants civils et religieux (1841).
- Rimes héroïques (1843).
- Rimes légères: chansons et odelettes (1851).
- Satires et chants (1853; 1869²)
- Silves: poésies diverses (1864); poi Silves et rimes légères, 1876).
- Satires (1865).
- Trois passions (1868).
- Discours de réception (1870).
- Études dramatiques (1874).
- Contes du Soir (1879).
- Histoires de voyage: souvenirs et tableaux, 1830-1872 (1880).
- Chez les poètes: études, traductions et imitations en vers (1882).
- Souvenirs personnels et silhouettes contemporaines (1883).
- Les Quatre Heures de la toilette des dames: poème érotique en quatre chants (1883).
- Œuvres posthumes, 4 voll. a cura di Auguste Lacaussade e Édouard Grenier (1883-89).

Traduzioni
- Giovanni Boccaccio, Contes de Boccace: le Decameron (1846)
- William Shakespeare, Jules César: tragédie (1848)
- Samuel Taylor Coleridge, La Chanson du vieux marin (1877)

Libretti
- Benvenuto Cellini, in due atti, op. 23, con Léon de Wailly, musica di Hector Berlioz, 1838[2].